# Municipio de Rover
El municipio de Rover (en inglés: Rover Township) es un municipio ubicado en el condado de Yell en el estado estadounidense de Arkansas. En el año 2010 tenía una población de 286 habitantes y una densidad poblacional de 6,2 personas por km².

## Geografía
El municipio de Rover se encuentra ubicado en las coordenadas 34°55′47″N 93°23′50″O / 34.92972, -93.39722. Según la Oficina del Censo de los Estados Unidos, el municipio tiene una superficie total de 46.16 km², de la cual 45,9 km² corresponden a tierra firme y (0,57 %) 0,26 km² es agua.

## Demografía
Según el censo de 2010, había 286 personas residiendo en el municipio de Rover. La densidad de población era de 6,2 hab./km². De los 286 habitantes, el municipio de Rover estaba compuesto por el 94,06 % blancos, el 1,05 % eran amerindios, el 3,85 % eran de otras razas y el 1,05 % eran de una mezcla de razas. Del total de la población el 7,34 % eran hispanos o latinos de cualquier raza.